# Pârvulești, Mehedinți
Pârvulești este un sat în comuna Corcova din județul Mehedinți, Oltenia, România.